# 葉宏甲
葉宏甲（1923年6月19日—1990年4月22日），臺灣新竹市人，漫畫家，以創作漫畫《諸葛四郎》聞名。

## 生平

### 早年生涯
葉宏甲生於新竹南門，為葉海鵬獨生子，十三歲因參加繪畫比賽即得獎，留學日本兩年期間學習繪畫，1938年與漫畫同好在新竹成立同人社群新高漫畫集團。1939年新竹第一公學校高等科畢業，1940年4月進入東京私立川端畫學校的西洋畫科就讀，1944年3月畢業。據悉1942年後可能因戰況激烈而回到台灣，透過函授方式完成學業。
戰後1945年，葉宏甲與友人王花、陳家鵬和洪朝明等到朋友開設的補習班學國語時，決定合辦雜誌《新新》，該年11月20日發行，由葉宏甲擔任編輯之一。他們畫出當時臺灣人不滿政府行政、民生凋敝的漫畫。《新新》在二二八事件後結束營業，葉宏甲改在臺灣省政府農林廳兼職，並在台北市政府漫畫講。習會講師。1949年，葉宏甲想任農林處科員，卻被稱學歷不符而被拒絕。
1946年，在長官公署擔任諮議的畫家郭雪湖、楊三郎催生出了「臺灣省全省美術展覽會」，葉宏甲、陳家鵬的西畫獲得與陳澄波、李梅樹等著名的美術家一同展出，連年參展，至1949年時，葉宏甲已擁有「台灣全省美術展覽會」第一至第三屆的入選證明書，1950年因政治冤罪未參加，1951年葉宏甲又再度入選。
葉宏甲於1950年2月26日遭政府秘密監禁，以他畫過諷刺漫畫為政治思想犯的證據而入獄，12月23日終於得以向台灣省參議會陳情，此時他已坐了十個月黑牢，經雙親散盡家財打通關係出獄。
之後葉宏甲在萬華柳州街以畫插畫維生時，被出版人士黃宗魁找來畫漫畫，於1955年兒童節出版改編自《西遊記》的漫畫。臺灣1962年後才有電視台，且並非所有家庭都有電視，故漫畫是之前年代的孩童非常重要的娛樂。1956年在葉宏甲開始創作「台灣民間故事」漫畫集，由大華出版社出版。

### 一炮而紅
1958年，《漫畫大王》周刊連載《諸葛四郎》一炮而紅。葉宏甲以自己臉孔，創作以諸葛四郎作主角的冒險故事。據當時合作的編劇鍾進添回想，主角姓「諸葛」是取自諸葛亮、名「四郎」則取自日本劍客小說武士人物。裡面內容，有些是葉宏甲從電影找來的創作靈感，像諸葛四郎的龍風掌取材自《火燒紅蓮寺》、恐龍取自《哥吉拉》、各類關卡機關取自詹姆士·龐德系列電影。漫畫許多人物來自古典小說，如反派哭鐵面、笑鐵面來自《火燒紅蓮寺》的哭道人和笑道人。
《諸葛四郎》風行於1950年末到1960年代間，早期小學生多是十幾個人湊錢購買漫畫週刊輪流傳閱，之後單行本發行便可以幾毛錢到租書攤租閱，還有小學生會慕名到葉宏甲家門口來偷看他。兒子葉佳龍回憶，他父親會歡迎小孩子來他家，更喜歡成年的書迷來聊天，甚至興致一來就送畫作。當時葉宏甲大約一天畫廿頁連環圖，每幅畫新台幣卅元稿費，所以早在1961年即月入一萬多元。
1961年，漫畫由永新影業社改編成台語片《雙雄大鬧雙假面》，以唐菁主演諸葛四郎、白蓉演大公主、何玉華演二公主、吳炳南為哭鐵面。次年2月上映。

### 政府審查
葉宏甲說有長時間，各界總指責他為毒害孩童心靈的罪魁禍首。女兒葉素吟回憶，雙親為了證明看漫畫不會讓小孩功課變差，對她們四兄妹課業的期望很高。像四位子女有三位就有大學學歷，長子更是加利福尼亞大學太空影像學博士。
1966年，國立編譯館開始執行漫畫審查制度，因此《諸葛四郎》不能出現寶物、怪獸、不能有太多戰鬥場景，作品不斷重修再送。該年實行的《編印連環圖畫輔導辦法》採溯及既往，以前未送審過的漫畫須全部下架。從嚴審查下，逼葉宏甲靈感越來越差，於是他退到幕後，自己成立出版社，找學徒來畫。他成立宏甲出版社，1969年出版《四郎保王子》，不再有神奇的武功、怪物，但市場欠佳。又因臺灣盜版日本漫畫書盛行，又不需國立編譯館審查、出版社不需付給作者稿費，導致價格較高的臺灣本土漫畫衰退，他跟了多年的學徒也放棄創作漫畫。
1982年10月3日，葉宏甲、李敬光、劉興欽、黃木村、林文義、蔡東照、童叟等漫畫家，發起聯合簽名，揚言今後作品拒絕送國立編譯舘審查。

### 退休時光
晚年的葉宏甲因車禍中癱瘓，過著半隱居的生活，整理七十九本的作品。長子葉佳龍說，父親退休後已沒什麼訪客、書迷、也沒人談論諸葛四郎，覺得被人遺忘，直到1982年父親聽到張艾嘉唱著羅大佑作詞的《童年》，歌詞提到了諸葛四郎和魔鬼黨，讓他心情激動。女兒葉素吟講，隔天父親拄著拐杖跑去買這張唱片回來，每天放這條歌。葉宏甲更此撐著半癱的身體，畫了諸葛四郎戰魔鬼黨的畫作想送給羅大佑。
1985年，電視劇製作人汪威江將漫畫改成電視劇，但因造型，發生官司。同年5月17日，行政院新聞局廣電處以節目不宜為由，封殺周六午間時段。
1987年解嚴12月漫畫審查制廢止後，依然慣用現代基本漫畫文法的台灣老漫畫家作品，已不受習慣日本漫畫戰後新文法的年輕讀者青睞。該年代末，臺灣再度掀起一股漫畫熱，在妻子葉陳錦蓮鼓勵下，葉宏甲向報社投稿，但遭到退稿，讓他身心大受打擊。葉素吟回想那時父親，因被出版社說跟不上時代，躺在床哭。
1990年4月22日晚10時30分，葉宏甲病逝於台北康定路家中，妻子葉陳錦蓮與子女皆陪在旁，骨灰置於善導寺。

## 身後
在紙風車劇團將《諸葛四郎》改編為舞台劇鼓勵下，葉佳龍將父親的作品復刻，建立網站介紹諸葛四郎，2019年成立財團法人諸葛四郎文化藝術基金會。該年5月30日，葉佳龍將父親葉宏甲三十多年前想送的諸葛四郎畫作交給羅大佑。之後，葉佳龍採用紙風車劇團的舞台劇文本，以約五千萬推出3D動畫電影《諸葛四郎－英雄的英雄》。

## 軼事
葉宏甲名字為祖父所取，音似台灣閩南語「被人咬」。後來葉宏甲誡於自已常吃虧，將長子取名「葉佳龍」，音似取「會咬人」。

## 外部連結
- 財團法人諸葛四郎文化藝術基金會